# Verdrag van Parijs (1214)

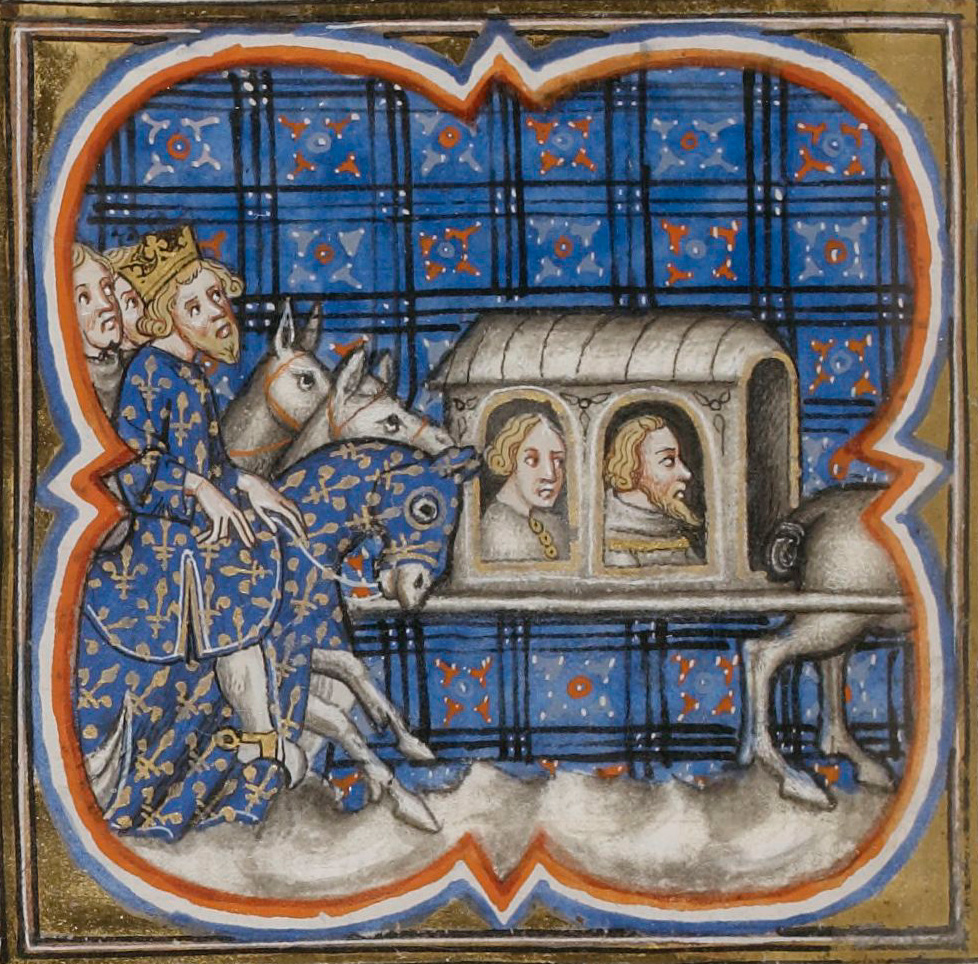
Filips II Augustus voert de tijdens de slag bij Bouvines gevangen genomen graven van Boulogne en Vlaanderen weg.

Het Verdrag van Parijs was een op 24 oktober 1214 te Parijs afgesloten verdrag tussen koning Filips II van Frankrijk en de jonge gravin Johanna van Vlaanderen.
Na de nederlaag en gevangenschap van haar man, Ferrand van Portugal, in de Slag bij Bouvines (27 juli 1214) maakte Filips II van de gelegenheid gebruik om de gravin te dwingen een verdrag te ondertekenen. In dit verdrag werd bepaald dat ze:
1. de donderdag voor Allerheiligen (30 oktober) Godfried van Leuven-Gaasbeek, zoon van hertog Hendrik I van Brabant, die Ferrand na de Slag van Steps als gijzelaar had meegekregen, aan Filips II Augustus moest uitleveren;
2. dat de muren en vestingen van de voornaamste Vlaamse steden - Valencijn,[2] Ieper, Kassel en Oudenaarde - zouden moeten worden gesloopt en niet zonder toestemming van de Franse mochten worden herbouwd en dat deze toestemming ook nodig was voor vestingswerken op andere plaatsen;
3. dat er moest worden overgegaan tot het herstel van goederen van de burggraven Jan II van Nesle, Zeger III van Gent et omnes alii homines Domini regis en ook aan andere Vlaamse en Henegouwse edelen, die zwoeren deze vrede te zullen eerbiedigen;
4. nadat deze voorwaarden waren voldaan stond het de koning nog steeds vrij om over het lot van Ferrand en andere krijgsgevangen te beslissen;
5. dat de graaf van Boulogne (Reinoud van Dammartin) en andere niet betrokken heren uit het verdrag werden gelaten.

Bovendien zou Johanna voorlopig onder toezicht van het hoofd van de Franse partij, Jan II van Nesle, moeten regeren.
Dit verdrag betekende het feitelijke einde van het ooit zo zelfstandige graafschap Vlaanderen.